# Datia

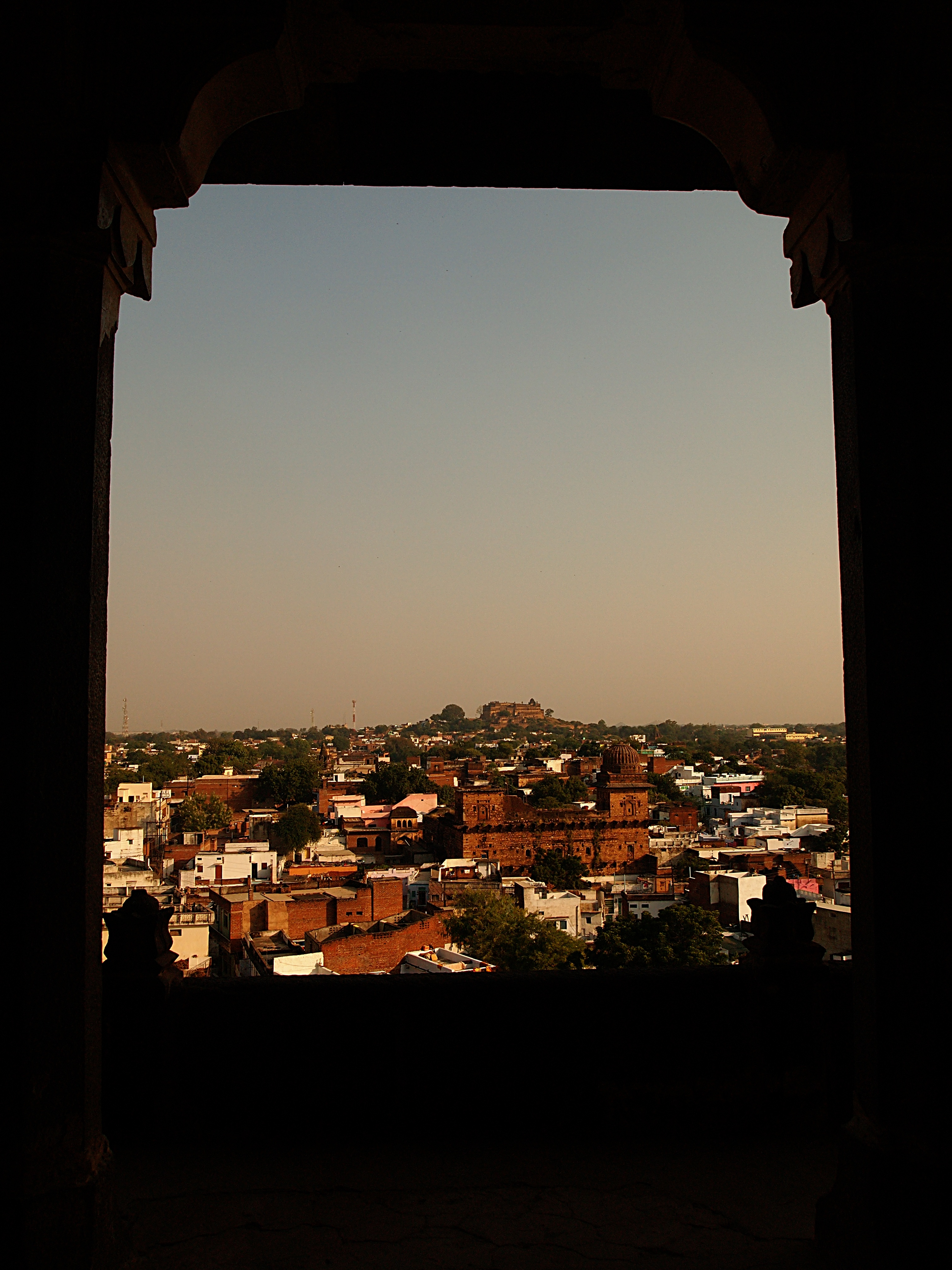
Vy över Datia.

Datia är en stad i den indiska delstaten Madhya Pradesh och är centralort i ett distrikt med samma namn. Folkmängden uppgick till 100 284 invånare vid folkräkningen 2011.